# Sreflije
Sreflije (cyr. Срефлије) – wieś w Bośni i Hercegowinie, w Republice Serbskiej, w gminie Kozarska Dubica. W 2013 roku liczyła 201 mieszkańców.